# Dihammaphora scutata
Dihammaphora scutata är en skalbaggsart som beskrevs av Pierre Émile Gounelle 1911. Dihammaphora scutata ingår i släktet Dihammaphora och familjen långhorningar. Inga underarter finns listade i Catalogue of Life.